# دونالد دیل
دونالد دیل (انگلیسی: Donald Dell؛ زادهٔ ۱۷ ژوئن ۱۹۳۸) یک تنیس‌باز اهل ایالات متحدهٔ آمریکا است.